# Miranda Kozgrouv
Miranda Tejlor Kozgrouv (енгл. Miranda Taylor Cosgrove; Los Anđeles, Kalifornija, 14. maj 1993) američka je glumica, pevačica i tekstopisac. Najpoznatija je po ulogama Megan Parker u seriji Drejk i Džoš i Karli u seriji Aj Karli. Njen prvi studijski album, Sparks Fly, objavljen je 27. aprila 2010. godine. Izdavači su Columbia records, Epic records i Nick records.

## Biografija
Mirandini roditelji su Kris i Tom Kozgrouv. Navela je da je engleskog, irskog i francuskog porekla. Kada je imala 3 godine, otkrio ju je jedan agent za talente dok je pevala i igrala u jednom restoranu u Los Anđelesu. Nikada nije očekivala da će biti glumica i smatra da je to čista sreća. Nakon što je prihvatila agentovu ponudu, našla se u reklami kompanije Mekdonalds i takođe se bavila modelingom. Kada je imala 7 godina shvatila je da voli ono čime se bavi i počela da je da ide na audicije za televizijske uloge i pozorište.
Miranda je jedinica i školovana je kod kuće od šestog razreda pa na dalje. Završila je Univerzitet Južne Kalifornije (USC).
U slobodno vreme voli da jaše konje i svira gitaru. Veliki je fan Rejčel Makadams i Orlanda Bluma.
Tokom detinjstva imala je problema sa izgledom svog tela.
Takođe se bavi humanitarnim radom.

## Filmografija[9]

### Televizijske uloge
| Godina     | Naslov                          | Uloga                  | Beleške                                                                   |
| ---------- | ------------------------------- | ---------------------- | ------------------------------------------------------------------------- |
| 2001.      | Smallville                      | Young Lana Lana (glas) | „Pilot” (sezona 1, epizoda 1)                                             |
| 2004.      | Grounded for Life               | Jessica                | „You Better You Bet” (sezona 5, epizoda 5)                                |
| 2004.      | What's New, Scooby Doo?         | Miranda Wright (glas)  | „A Terrifying Round with a Menacing Metallic Clown” (sezona 3, epizoda 7) |
| 2004—2007. | Drake and Josh                  | Megan Parker           | Glavna uloga                                                              |
| 2005.      | Lilo and Stitch: Serija         | Sarah (glas)           | „Morpholomew: Experiment” (sezona 2, epizoda 14)                          |
| 2005.      | All That                        | Miranda Cosgrove       | „10th Anniversary Reunion Special” (sezona 10, epizoda 1-2)               |
| 2005.      | Petar Pamučni spašava Uskrs     | Munch (glas)           | Televizijski film                                                         |
| 2006.      | Drake and Josh Go Hollywood     | Megan Parker           | Televizijski film                                                         |
| 2007.      | Unfabulous                      | Cosmina                | „The Talent Show” (sezona 3, epizoda 1)                                   |
| 2007.      | Just Jordan                     | Lindsey Chandler       | „Piano Stressin” (sezona 1, epizoda 13)                                   |
| 2007.      | Zoey 101                        | Paige Howard           | „Paige at PCA” (sezona 3, epizoda 18)                                     |
| 2007—2012. | iCarly                          | Carly Shay             | Glavna uloga; 109 epizoda                                                 |
| 2008.      | Srećan Božić, Drake and Josh    | Megan Parker           | Televizijski film                                                         |
| 2008.      | Tajna devojka                   | Miranda Cosgrove       | Televizijski film                                                         |
| 2010.      | Big Time Christmas              | Miranda Cosgrove       | Televizijski film                                                         |
| 2010.      | 7 Secrets with Miranda Cosgrove | Miranda Cosgrove       | Televizijski dokumentarni film                                            |
| 2010.      | Dobra žena                      | Sloan Burchfield       | „Bad Girls” (sezona 2, epizoda 7)                                         |
| 2016.      | Hollywood Game Night            | Miranda Cosgrove       | Slavna gošća (sezona 4, epizoda 3)                                        |
| 2016.      | Crowded                         | Shea Gunn              | Glavna uloga                                                              |
| 2021.      | iCarly                          | Carly Shay             | Glavna uloga                                                              |

### Filmske uloge
| Godina | Naslov               | Uloga           | Beleške           |
| ------ | -------------------- | --------------- | ----------------- |
| 2003.  | Škola roka           | Summer Hathaway |                   |
| 2005.  | Tvoji, moji i naši   | Joni North      |                   |
| 2006.  | Ukorak sa Steinovima | Karen Sussman   |                   |
| 2006.  | Khan Kluay           | Kon Suay        | glas              |
| 2009.  | The Wild Stallion    | Hannah Mills    |                   |
| 2010.  | Grozan ja            | Margo           | glas              |
| 2010.  | Home Makeover        | Margo           | glas; kratki film |
| 2011.  | Naš posao            | Night Creepers  | kratki film       |
| 2013.  | Grozan ja 2          | Margo           | glas              |
| 2013.  | Training Wheels      | Margo           | glas; kratki film |
| 2013.  | Gru's Girls          | Margo           | glas; kratki film |
| 2015.  | A Mouse Tale         | Samantha        | glas              |
| 2015.  | The Intruders        | Rose Halshford  |                   |
| 2017.  | Grozan ja 3          | Margo           | glas              |

## Diskografija

### Albumi
- Sparks Fly (2010)

### EP-ovi
- About You Now (2009)

### Singlovi
- „Leave It All to Me”
- „Stay My Baby”
- „About You Now”
- „Christmas Wrapping”
- „Raining Sunshine”
- „Kissin' U”
- „Dancing Crazy”

## Spoljašnje veze
- Mediji vezani za članak Miranda Kozgrouv na Vikimedijinoj ostavi
- Miranda Kozgrouv na veb-sajtu